# Libelloides sibiricus
Libelloides sibiricus is een insect uit de familie van de vlinderhaften (Ascalaphidae), die tot de orde netvleugeligen (Neuroptera) behoort. 
Libelloides sibiricus is voor het eerst wetenschappelijk beschreven door Eversmann in 1850.